# Ellenzéki Közlöny
Ellenzéki Közlöny politikai röpirat a Falvak Népe radikális gárdájával szövetkező Magyarpárti Ellenzék szolgálatában. Négy száma jelent meg 1933 áprilisa és 1934 májusa között Kolozsvárott, előbb Radványi József, majd Csőgör Lajos kiadásában. Az 1933. máj. 23-i szám közölte Desbordes Ernőnek az OMP Szamos megyei szervezete elnökének Magyarpárti egységbontás? c. vezércikkét s az OMPE szervezőbizottságának felhívását a demokratikus szabadságjogokért való tömörülésre. A számokban cikkel szerepel Tabéry Géza és Kovács György.